# Lepidodactylus lugubris
Lepidodactylus lugubris este o specie de șopârle din genul Lepidodactylus, familia Gekkonidae, descrisă de Auguste Henri André Duméril și Bibron 1836. Conform Catalogue of Life specia Lepidodactylus lugubris nu are subspecii cunoscute.

## Galerie

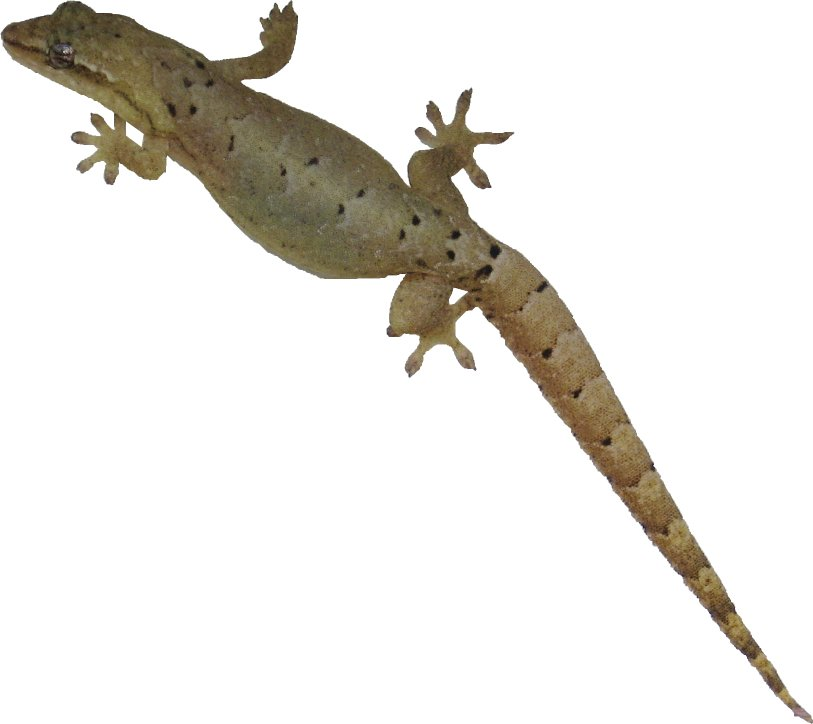
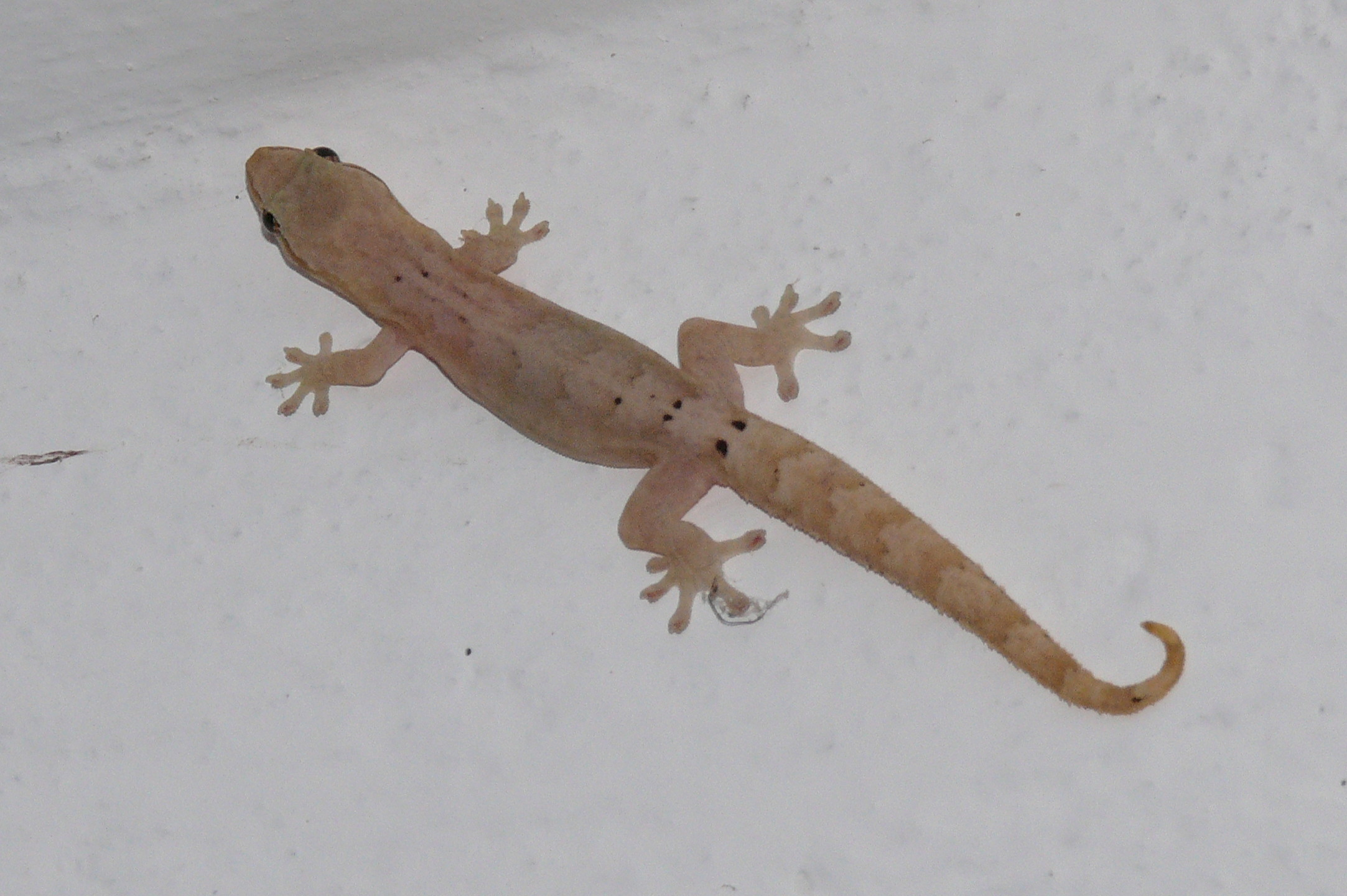